# 世耕弘昭
世耕 弘昭（せこう ひろあき、1932年〈昭和7年〉8月16日 - 2011年〈平成23年〉9月29日）は、日本の教育者。学校法人近畿大学の理事長。

## 来歴
東京都出身。父は元衆議院議員・経済企画庁長官で近畿大学初代総長の世耕弘一。兄は元衆議院議員・元参議院議員・自治大臣・国家公安委員長で近畿大学第2代総長兼理事長を務めた世耕政隆。
1955年、日本大学法学部法律学科を卒業。兄の世耕政隆の死去後に近畿大学理事長職を引き継いだ。また、財団法人私立大学通信教育協会会長を務めた。
2011年9月29日、肺炎のため大阪府大阪狭山市の病院で死去。79歳没。死去後に長男の世耕弘成が近畿大学理事長職を引き継いだ。

## 人物
趣味は登山。宗教は曹洞宗。住所は奈良市学園町南。

## 家族・親族
世耕家
- 妻・基子（1939年 - 2022年[4]、大阪、寺内石夫の長女）[1][5]
- 長男・弘成（自由民主党参議院議員で元経済産業大臣、1962年 - ）
- 長女[1]

親戚
- 妻の父・寺内石夫（寺内、寺内通商、バイオレット、テリカ工芸各社長）[5]

## 著作
- 山は動かず（1965年、近畿大学通信教育部刊[6]）